# Thelionema grande
Thelionema grande es una especie de planta herbácea perteneciente a la familia Xanthorrhoeaceae, subfamilia Hemerocallidoideae, que se encuentra en Australia.

## Descripción
Es una planta herbácea perennifolia que alcanza un tamaño de 45-125 cm de altura; con mechones de 10-25 cm de ancho en la base. Las hojas 12-28 mm de ancho. La inflorescencia con más de 4 ramas principales y varias ramas menores. Tépalos de 11-14 mm de largo, 3-7-nervados, de color azul oscuro, rara vez blanco. Anteras 2.5-4.5 mm de largo; filamentos de 5-7 mm de largo. Estilo 3-5,5 mm de largo. Es fruto es una cápsula elipsoide a obovoide.

## Distribución y hábitat
Crece en suelos arenosos alrededor de afloramientos de granito, en altitudes superiores a 800 metros al norte de Howell en Queensland.

## Taxonomía
Thelionema grande fue descrita por (C.T.White) R.J.F.Hend. y publicado en Austrobaileya 2: 110, en el año 1985.
Sinonimia
- Stypandra grandis C.T.White basónimo[4]